# Zwarthalshoningvogel
De zwarthalshoningvogel (Acanthorhynchus tenuirostris) is een zangvogel uit de familie Meliphagidae (honingeters).

## Verspreiding en leefgebied
Deze soort is endemisch in Australië en telt vier ondersoorten:
- A. t. cairnsensis: noordoostelijk Australië.
- A. t. tenuirostris: oostelijk en zuidoostelijk Australië.
- A. t. halmaturinus: zuidoostelijk Zuid-Australië en Kangaroo Island.
- A. t. dubius: Tasmanië en de eilanden in de Straat Bass.

## Status
De grootte van de populatie is niet gekwantificeerd maar de soort wordt omschreven als plaatselijk algemeen. Op de Rode lijst van de IUCN heeft deze soort de status niet bedreigd.